# Timur Safin
Timur Marselevich Safin  (Tashkent, 4 de agosto de 1992) é um esgrimista russo, campeão olímpico.

## Carreira

### Rio 2016
Timur Safin representou seu país nos Jogos Olímpicos de Verão de 2016, no florete. Conseguiu a medalha de bronze no Esgrima nos Jogos Olímpicos de Verão de 2016 - Florete individual masculino.
Na Competição por equipes conquistou o ouro ao lado de Artur Akhmatkhuzin e Alexey Cheremisinov.